# كين رومان
كين رومان (بالفرنسية: Ken Romain)‏ هو عداء سريع فرنسي، ولد في 17 أبريل 1993 في فيلبانت في فرنسا.

## وصلات خارجية
- كين رومان على موقع الاتحاد الدولي لألعاب القوى (الإنجليزية)
- كين رومان على موقع الاتحاد الفرنسي لألعاب القوى (الفرنسية)
- كين رومان على موقع اللجنة الأولمبية الدولية (الإنجليزية)